# 鍛造
鍛造（たんぞう、forging）とは、金属加工の塑性加工法の一種。金型を使用する「型鍛造」と、使用しない「自由鍛造」に大別される。その中で、型鍛造は、加工温度により熱間・冷間・温間鍛造の3種類に分類される。
自由鍛造は金属をハンマー等で叩いて圧力を加えて変形させる手法で、古くから刃物や武具、金物などの製造技法として用いられてきた。大型鍛造品等の一品生産に適している。

## 特徴

### 型鍛造

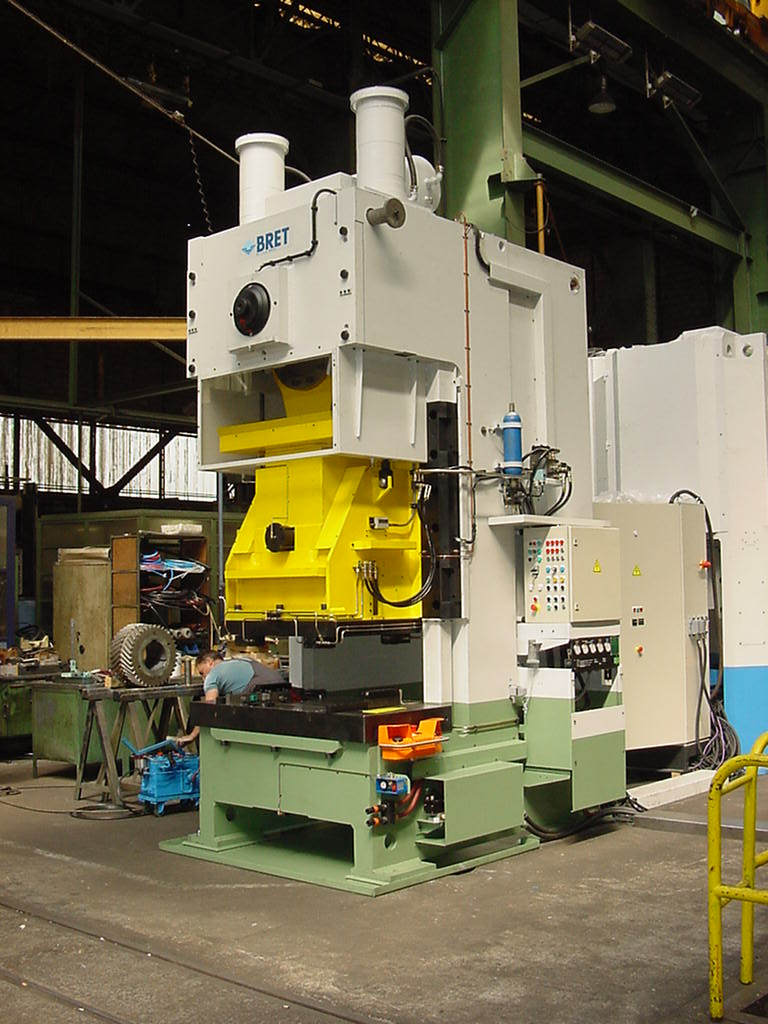
型鍛造プレス機械

型鍛造は、上下１組の金型の間に材料を入れ、機械で押し潰して狙った形状に加工する方法で、同一形状の製品を大量生産することに向いており、高い寸法精度を得られ、スピーディーに成形加工を行うことが可能である。ただし、金型製作に初期費用が必要となるため、少量生産には不向きと言える。また、型鍛造は、その加工温度によって「熱間鍛造」「冷間鍛造」があるほか、それらの中間温度で両方のメリットを得る「温間鍛造」も行われている。

### 自由鍛造

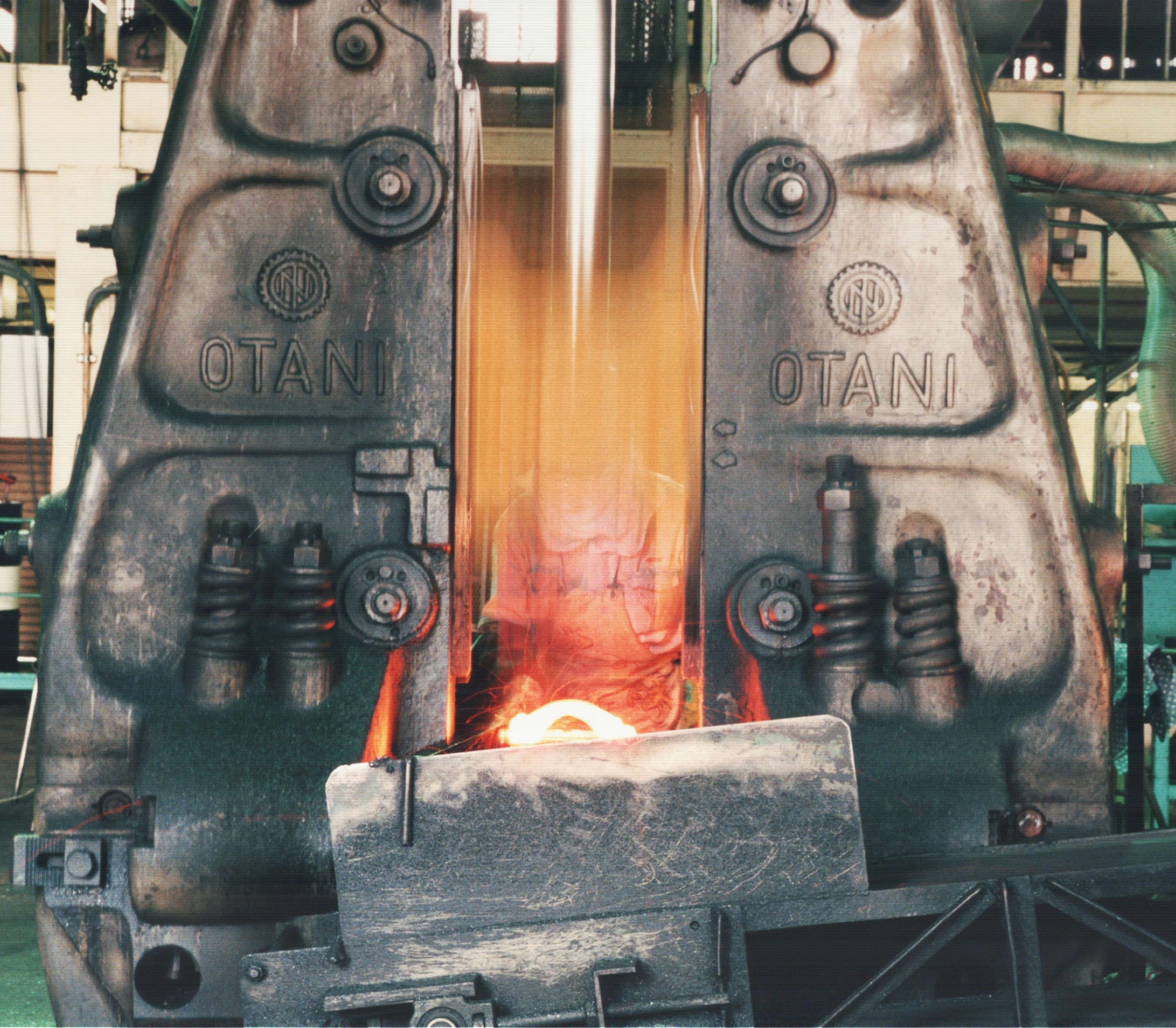
鍛造エアーハンマー

自由鍛造とは、金型を用いず、ハンマーや金敷と呼ばれる表面が平面または曲面の工具を使って材料に圧力を加え、伸ばし・据込み・穴あけ・せぎり・切断等の作業を行って目的の形状に加工する方法である。分かりやすい例では、刀鍛冶が金床の上で槌を振るう日本刀の製作がこの自由鍛造に当たるが、工業製品では、船舶用クランク軸（熱間鍛造）や発電用タービンローター、原子炉圧力容器、圧延機のロールなど、大型鍛造品等の一品生産に利用されている。
大型自由鍛造をするためには能力1万4千トン級の大型油圧プレスが使用されている
金属を叩くことで内部の空隙をつぶし、結晶を微細化し、結晶の方向を整えて強度を高めると共に目的の形状に成形する。また、金属を叩くことで内部の不純物を除去するとともに炭素元素を外に排出して炭素量の調節を行う。特に、精錬を主目的として鍛造された鉄を「鋼」（はがね、刃物に用いる金属を意味する刃金に由来）と呼ぶ。

## 鍛造の利点

### 型鍛造
同一形状の製品を、スピーディーに成形加工して大量生産することができ、また、高い寸法精度が得られる。自動車の車体、家電製品の筐体、金属製家具、金属容器など、社会生活に欠かせない製品が、型鍛造によって大量生産されている。また成形型に合わせて必要素材量を事前に算出して準備する方法のため、削り出しや鋳造に比べてより材料が少なくて済む。このため、大量生産にも向いている。

### 自由鍛造
組織が緻密となり、鋳造に比べて鋳巣（空洞）ができにくいので引張り強度・硬さに優れた粗形材をつくることができる。粗形材も最終形状に近い形で仕上がることからやはり削り出しや鋳造、粉末金属冶金等の方法よりも後工程である切削や研磨が比較的省略・簡略化できる。また、部品形状に合わせて鍛流線 (fiber flow、metal flow) が連続するために反復曲げ応力に強い。打刃物などの伝統工芸品だけでなく、近代工業において強度が求められる大型船舶のプロペラシャフト素材や蒸気タービン発電機のシャフト素材、超高圧に耐える必要のある加圧水型原子炉の圧力容器のような一品製造に向く。

## 歴史
金属を叩く加工法は古代から天然の金銀銅で行われていたほか、鉄もニッケルを多く含む隕石を素材に叩いて加工されていた。鍛造は最も古い金属加工法である。古代エジプトで紀元前3000年頃に製作された隕石製とみられる鉄環首飾りが発見されている。紀元前15世紀頃にはヒッタイトが炭を用いた鉄の還元・加熱鍛造技術を発明し、前1200年のカタストロフを経て人類史に鉄器時代が到来する。産業革命の起きる18世紀まで鋳鉄は脆いものとされていたため叩いて作る鍛造品の鉄が重宝された。
今日では鍛造は銅や鉄に限らず、チタン、アルミ合金、タングステン、ニッケルなど、様々な金属や合金の加工製品化のために用いられている。

## 鍛造方法
大きく分けて以下に大別される。
- 型鍛造（die forging） - 鍛造用金型を用いて鍛造する。比較的形状が簡単な製品に採用されやすく、初期投資が高価となるので大量生産向き。
- 自由鍛造（free forging） - 加工物を治具などにセットして、ハンマー等で成形する。初期投資は比較的安く済むが熟練の技術が必要で、少量生産や大型製品の加工に向いている。

## 鍛造の分類
被加工材料の温度により、以下のように分類される。
- 熱間鍛造（hot forging） - 素材の変形抵抗を減少させるために再結晶温度以上の高温に加熱して柔らかい状態で加工・成形する。鍛流線が整うため、大型製品や高強度材の製造に向く。
- 冷間鍛造（cold forging） - 常温で加工を実施する。加工に要するエネルギーや時間が熱間鍛造より節約できるが、変形に要する力が熱間鍛造より大きい。また、仕上がりの製品の寸法精度が熱間鍛造より優れ、表面は滑らかに仕上がる。
- 温間鍛造 - 約600～900℃で加工。熱間鍛造と同様に靱性を高めると同時に、冷間鍛造よりも小さい荷重で鍛造することを目的とする工法。
- 溶湯鍛造 - 鋳造と鍛造の融合工法。凝固収縮による鋳巣の発生をふせぐため、半凝固状態で加圧する。

## 鍛造機械
現代の鍛造では、次のような鍛造機械が用いられる。

### 鍛造プレス
主に機械プレスや液圧プレスなどがある。
- 液圧式プレス - 液圧プレスとは、水や油を送り込んだシリンダーの圧力を利用して加工を行うプレス機で、冷間鍛造に用いられることが多い。
- 機械式プレス - 動力にモーターを用い回転エネルギーをクランク機構やスクリュー機構などに変換して材料を加工するプレスで、生産効率が高く、大量生産を求められる電気･電子機器や自動車部品等のプレス加工に多く使用されている。
- トランスファープレス - 複数のプレス機と搬送機構（トランスファー機構）を内蔵した大型のプレス機で、金型の組み合わせなどによってさまざまな製品を自動で鍛造加工することが出来る。

### ハンマー
主にエアハンマー（上下運動型）・スプリングハンマー（クランク式）が用いられる。
- エアハンマー - 圧縮空気によってハンマー（金槌）を上下に動かして材料をたたく機械で、主に熱間鍛造に用いる。
- スプリングハンマー：モーターの動力をベルトとクランクによって伝導してハンマーヘッドの弓を上下させる機械で、鍛接の完了した鋼材を延ばす目的で使用することが多い。

## 鍛接
鍛接（forge welding）は、金属を接合する技術の一つで、圧力を加えて接合面を密着させ、一体化させる技法。代表例としては、刃物を製造する際に鋼と軟鉄を鍛接する技法が知られている。水道管や排水管に使われる鋼管の製造法として帯状の鋼材を丸めて接合部を鍛接する方法がある。